# Elias Herckmans

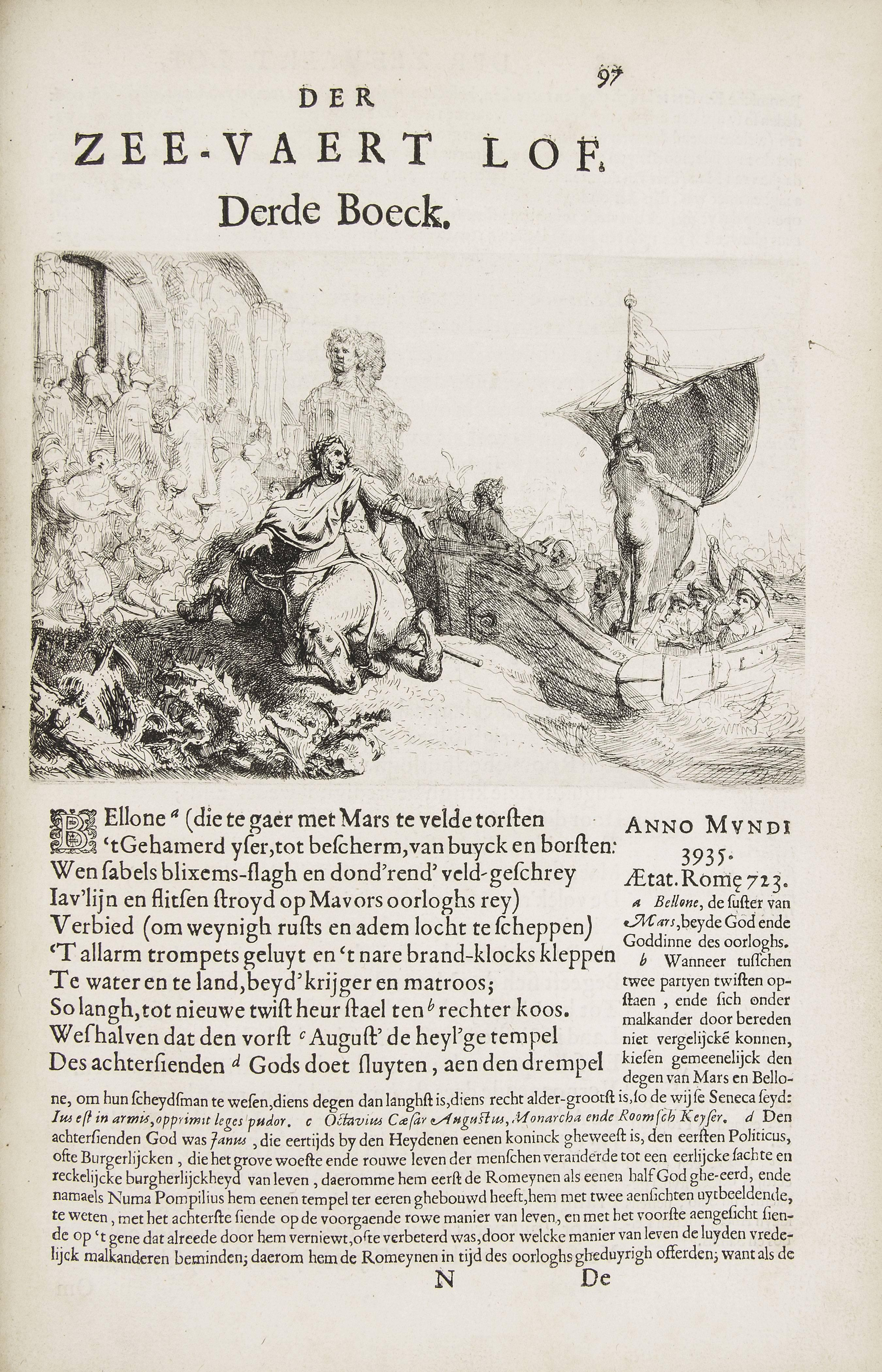
Elias Herckmans, Der Zee-vaert lof, 1634, ilustración de libro grabado de Rembrandt van Rijn

Elias Herckmans (Ámsterdam, c. 1596-Recife, 8 de enero de 1644) fue un geógrafo, cartógrafo, escritor y administrador neerlandés.

## Administrador colonial

### Capitanía de Paraíba
Fue director de la  Compañía Neerlandesa de las Indias Occidentales, gobernó la capitanía de Paraíba de 1636 a 1639.
De ese  periodo dejó un informe etnoráfico, económico y geográfico ricamente detallado sobre la capitanía, el cual tituló Generale Beschrjvinge van de Capitania Paraiba («Descripción General de la Capitanía de Paraíba»), datado en 1639. Su primera parte está dedicada a la capital, la segunda a los ingenios del valle de río Paraíba y la tercera a las costumbres de los tapuías, como se llamaban a los indios locales.

### Chile
Posteriormente, en enroló en la expedición neerlandesa a Chile, con la intención de determinar la localición de las minas de oro, establecer una colonia en Valdivia, explorar la isla de Santa María y crear una alianza con los indígenas.
Bajo las órdenes del director Hendrik Brouwer, partieron cinco naves de Recife el 15 de enero de 1643, alcanzando Valdívia el 1 de mayo. Después del ataque la ciudad, los holandeses se dirigieron al archipiélago de Chiloé, en el sur de Chile y derrotaron a los españoles en el combate de Carelmapu e incendiaron Castro luego de la huida de sus habitantes.
En la isla, Brouwer enfermó gravemente y falleció. Su cuerpo fue embalsamado y transportado a  Valdívia, donde fue sepultado. Herckmans asumió el comando y aunque en un principio la aproximación a los Mapuches de Valdívia, tuvo éxito, luego no resultó exitosa cuando entendieron que las intenciones de los holandeses estaban en la búsqueda del oro, además Herchmans se mostó poco enérgico con sus comandados, quienes iniciaron un motín contra él.

### Regreso a Brasil
De regreso a Recife, a Herckmans se le responsabilizó del fraso de la expedición y amargado por el fracaso y las acusaciones, falleció.